# Bockaskedeåsen-Toran
Bockaskedeåsen-Toran är ett naturreservat i Skara kommun i Västra Götalands län.
Området är skyddat sedan 2007 och omfattar 71 hektar. Det är beläget nordost om Eggby och består bland annat av Bockaskedeåsen och en skogklädd brant nedanför Billingens platå.

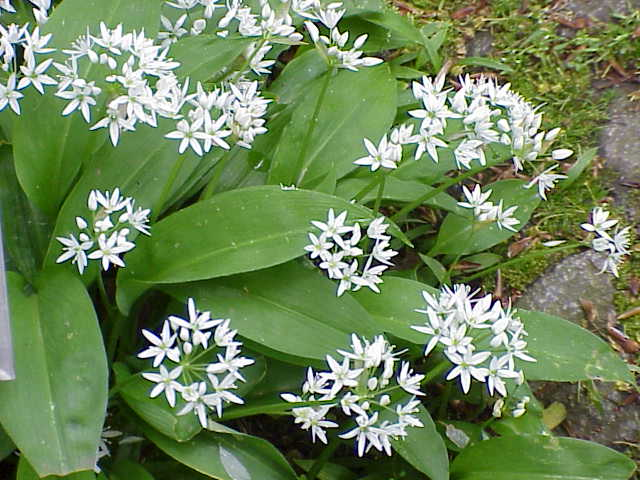
Ramslök

Reservatet ligger i gränsområdet mellan Vallebygdens kamelandskap och Billingens västsluttning. Det består dels av ett småkulligt landskap med naturbetesmarker och små åkrar, dels av branta sluttningar upp mot Billingens platå. Den mest utpräglade åsen i området är den 600 m långa och 35 meter höga Bockaskedeåsen. Det är den högsta och tydligaste åsen i Vallebygden. Vid åsen växer bland annat ek, hassel och oxel, och på våren blommar de många körsbärsträden. 
Naturbetesmarkerna i reservatet är artrika och där växer gullviva, darrgräs, spåtistel, timjan och gökärt. Det förekommer ovanliga svamparter såsom grönnopping och gul lilariska.  
I branten nedanför Billingen, vid området Toran, växer äldre blandskog med stort inslag av ädellövträd. Fältskiktet är lundartat med rikligt med blåsippa, lungört, vårärt, tandrot, trolldruva och ramslök. På platåbergskanten trivs lunglav, platt fjädermossa, vedtrappmossa och grov fjädermossa.
På olika platser tränger det fram källflöden som är mineralrika på grund av berggrundens sammansättning. 
Området ingår i EU:s ekologiska nätverk av skyddade områden, Natura 2000. 